# イクトゥス

イクテュス(魚)

キリスト教のシンボル

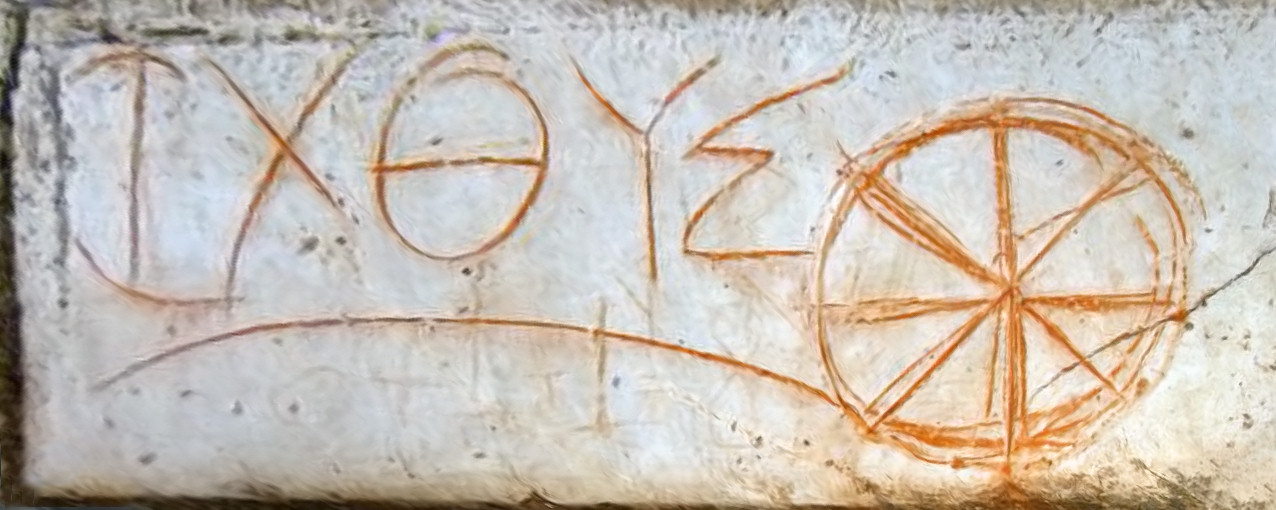
初期のΙΧΘΥΣと太陽車輪。エペソ。

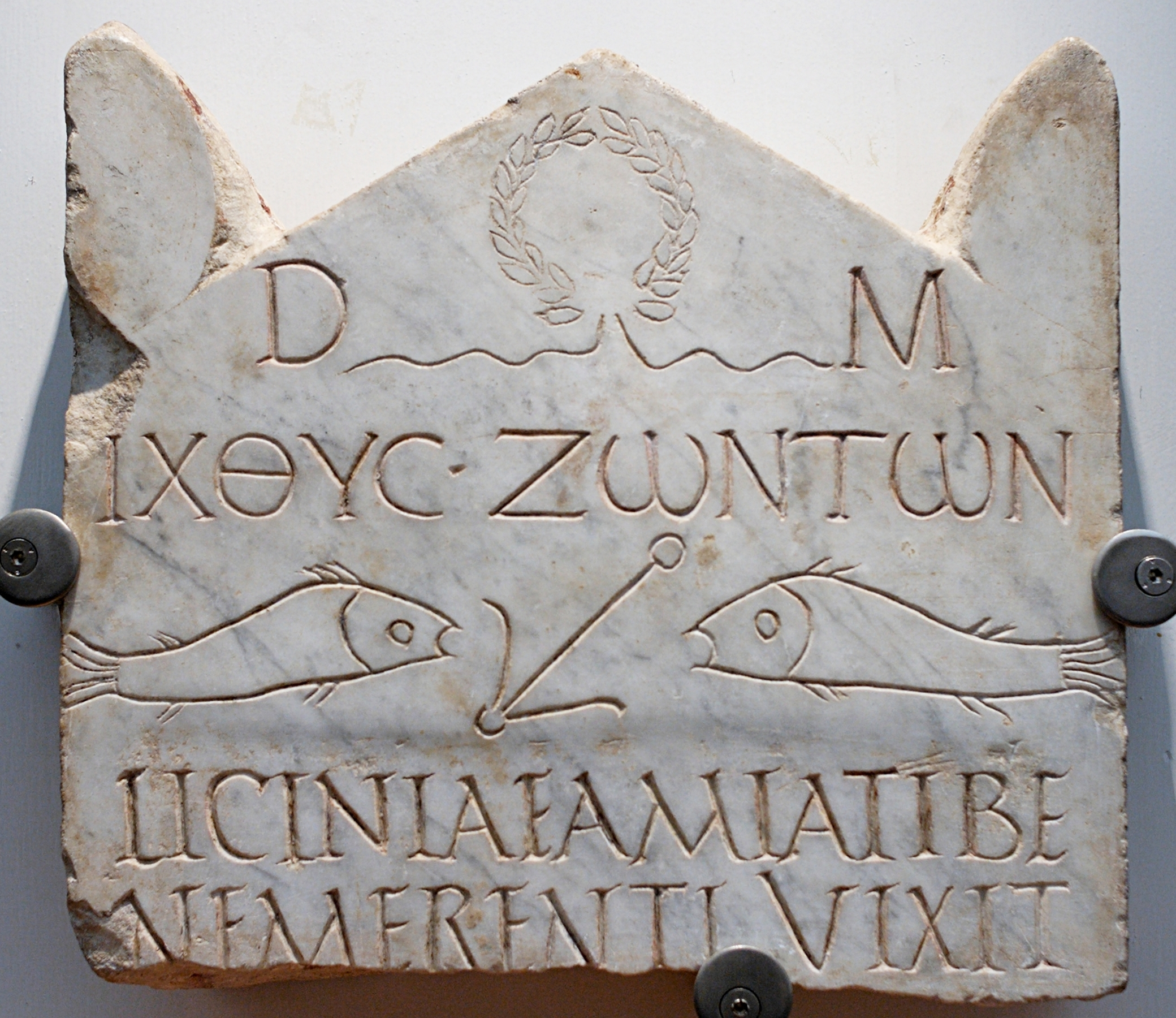
3世紀初頭

イクトゥス（イクテュス、ichthys ichtus、ギリシャ語: ΙΧΘΥΣ/ ἰχθύς 発音 [ikʰtʰýs]） は、弧をなす2本の線を交差させて魚を横から見た形に描いたシンボルである。初期のキリスト教徒が隠れシンボルとして用いた。
英語では、イクサス (ichthys, ichthus[ˈɪkθəs]) のほか、ジーザス・フィッシュ (Jesus Fish) やクリスチャン・フィッシュ (Christian Fish) とも呼ばれている。

## 頭文字の符牒
イクテュスはギリシャ語で「魚」という意味を持つが、同時にΙΗΣΟΥΣ　ΧΡΙΣΤΟΣ　ΘΕΟΥ　ΥΙΟΣ　ΣΩΤΗΡ （ギリシャ語でイエス、キリスト、神の子、救世主）の頭文字を並べたものでもある。

## 古代ローマにおける用法
ミラノ勅令以前のキリスト教徒は、迫害や処刑されるおそれがあったため、信仰を公にできなかった。そのため、
隠れシンボルとして次のように用いられたといわれる。まず、1人の人間が明らかにランダムな直線や曲線を砂の上に描き、その線のうち1本を円弧にする（イクテュスの半分）。もし、もう1人が地面に線を何本か描き足す中でイクテュスの形を完成させれば、2人はお互いがキリスト教徒であると確認できた。
また、キリスト教はユダヤ教の流れを汲む宗教であるため、当初は偶像崇拝を禁止していた。そのため、3 - 5世紀頃の初期キリスト教美術では、イエスやその信徒を表す場合には魚やヒツジなどの動物に置き換えて描かれた。

## 聖書の魚に関する記述
イエスやその信徒を魚で表すようになった経緯を直接確認できる文献はないが、イクテュスは、聖書の寓話に由来するという説もある。12使徒の中でペテロ、アンデレ、ゼベダイの子ヤコブ、ヨハネの4人が元漁師であり、聖書には魚にまつわる話が多い。
- 漁師だったペテロが「これからは魚でなく人間を取る漁師になるのだ」とイエスに諭され、弟子になる（ルカ 5章10節）。
- 2匹の魚と5つのパンをイエスが奇跡をおこして5000人に食べさせたという「パンと魚の奇跡」（ヨハネ 6章5-13節）。
- 神殿税を請求されて困っているペテロに、「釣りに行けば捕まえた魚の口に税金分の4ドラクマ銀貨が入っているだろう」とイエスが語った箇所（マタイ 17章27節。ガリラヤ湖畔では今もティラピアを「聖ペテロの魚」 (St. Peter's Fish) と呼ぶ。）。

## 現代に生きるイクテュス

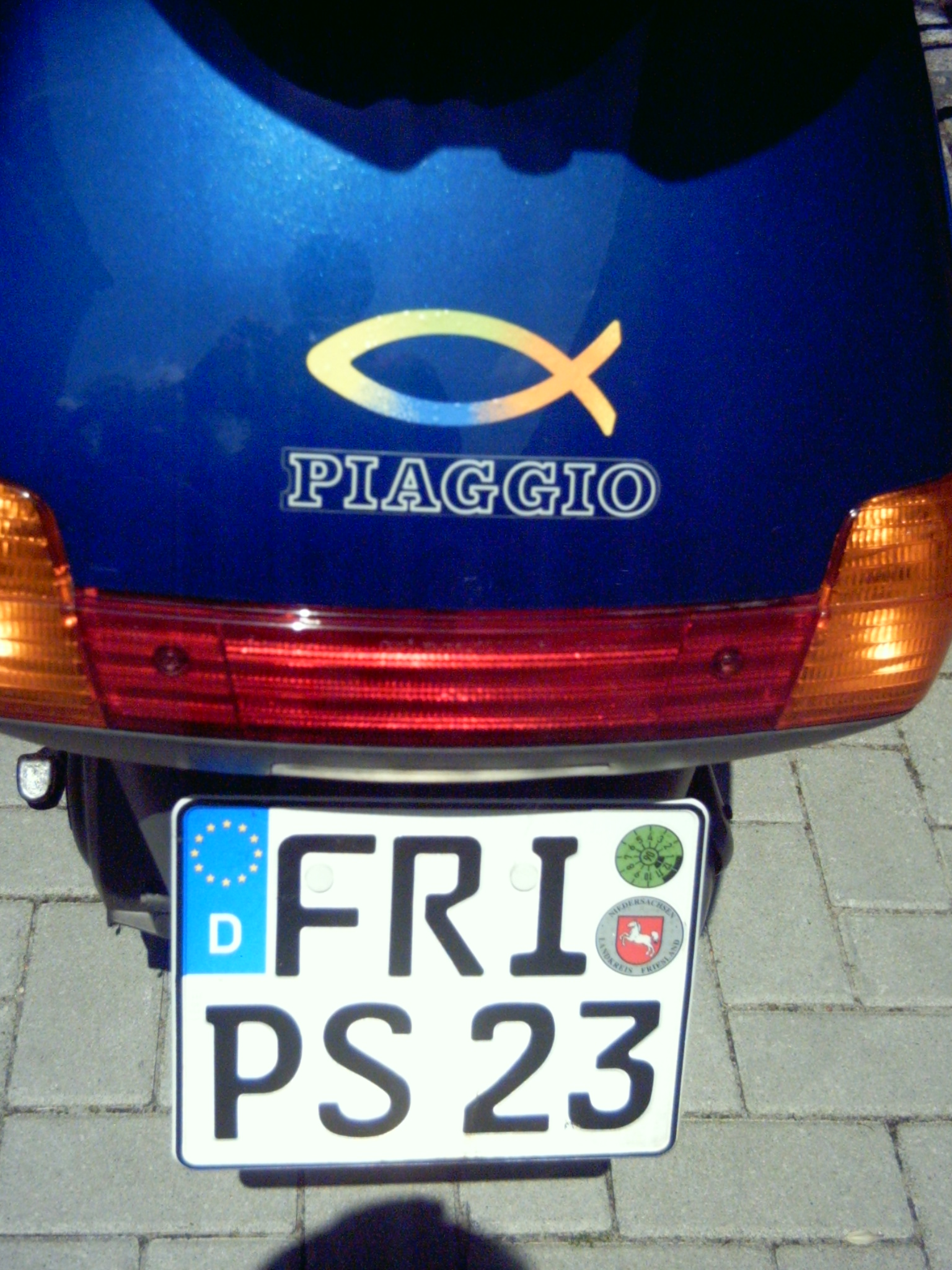
スクーターの後部。ドイツ北部にて。

現代では主に欧米諸国において、車のバンパー・ステッカー、Tシャツ、バッジ、ネックレスなどのアクセサリーや小物にデザインされたり、個人商店や中小企業のロゴ、パンフレット、宣伝・求人広告などに添付され、キリスト教徒であることやキリスト教理念に基づくビジネスであることを公言している。Wikipedia各国版のユーザーボックスなどでも、十字架に次いで多く使用されているキリスト教シンボルである。
元来は2本線で描いた形だけだったが、形の中に十字架、ΙΧΘΥΣやJESUSなどが書かれたバリエーションが生まれている。アスキーアートでは <><　や　<')))><　や　<º )))><　と表現される。
車やオートバイにつけるイクテュスと並び、ナンバープレートも現代人らしい信仰表現の手段である。例えば添付画像に見られるナンバープレートのPS23は、キリスト教徒の間で広く知られている旧約聖書の詩篇23篇 (Psalm 23) の略である。

## パロディ
キリスト教徒を揶揄するバッジやバンパー・ステッカーも多く作られた。最も有名なものはダーウィン・フィッシュ (Darwin Fish) であろう。布教熱心な福音派の保守一派であるキリスト教根本主義者が創造論を信じていることからそれに対抗して作られ、イクテュスに足が2本生えた形の中に「Darwin」（ダーウィン）あるいは「Evolution」（進化）と書かれている。
キリスト教徒には進化論者も多いため、イクテュスは創造論のシンボルではない。ダーウィン・フィッシュは進化論論争においてアンチ創造論を象徴するシンボルではあるが、必ずしも嫌キリスト教と同等ではない。
また、インテリジェント・デザイン説を皮肉ったパロディカルト宗教「空飛ぶスパゲッティ・モンスター教」のシンボルマークも、イクテュスのパロディである。